# Liete

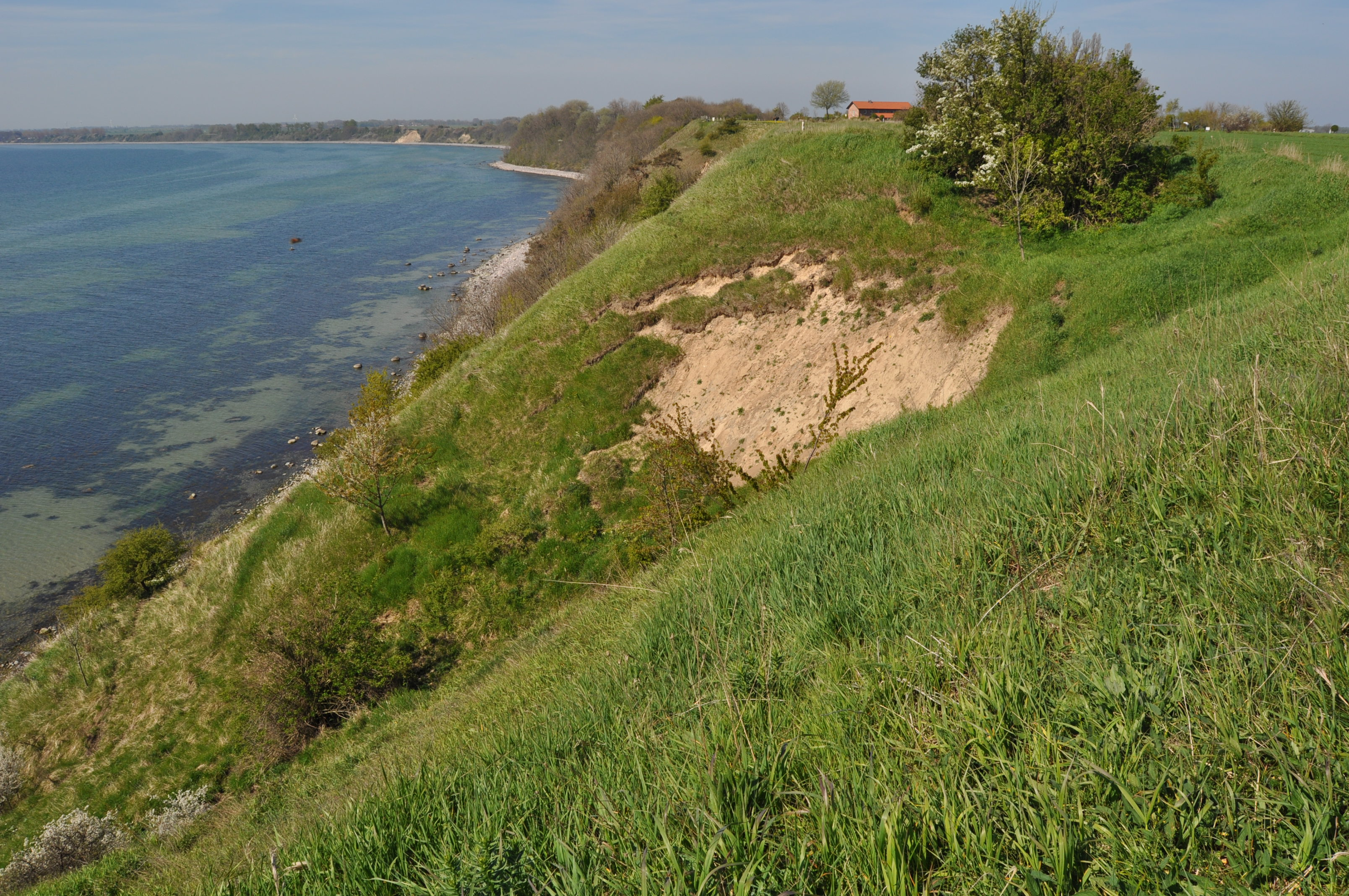
Große Lehmliete von Goor

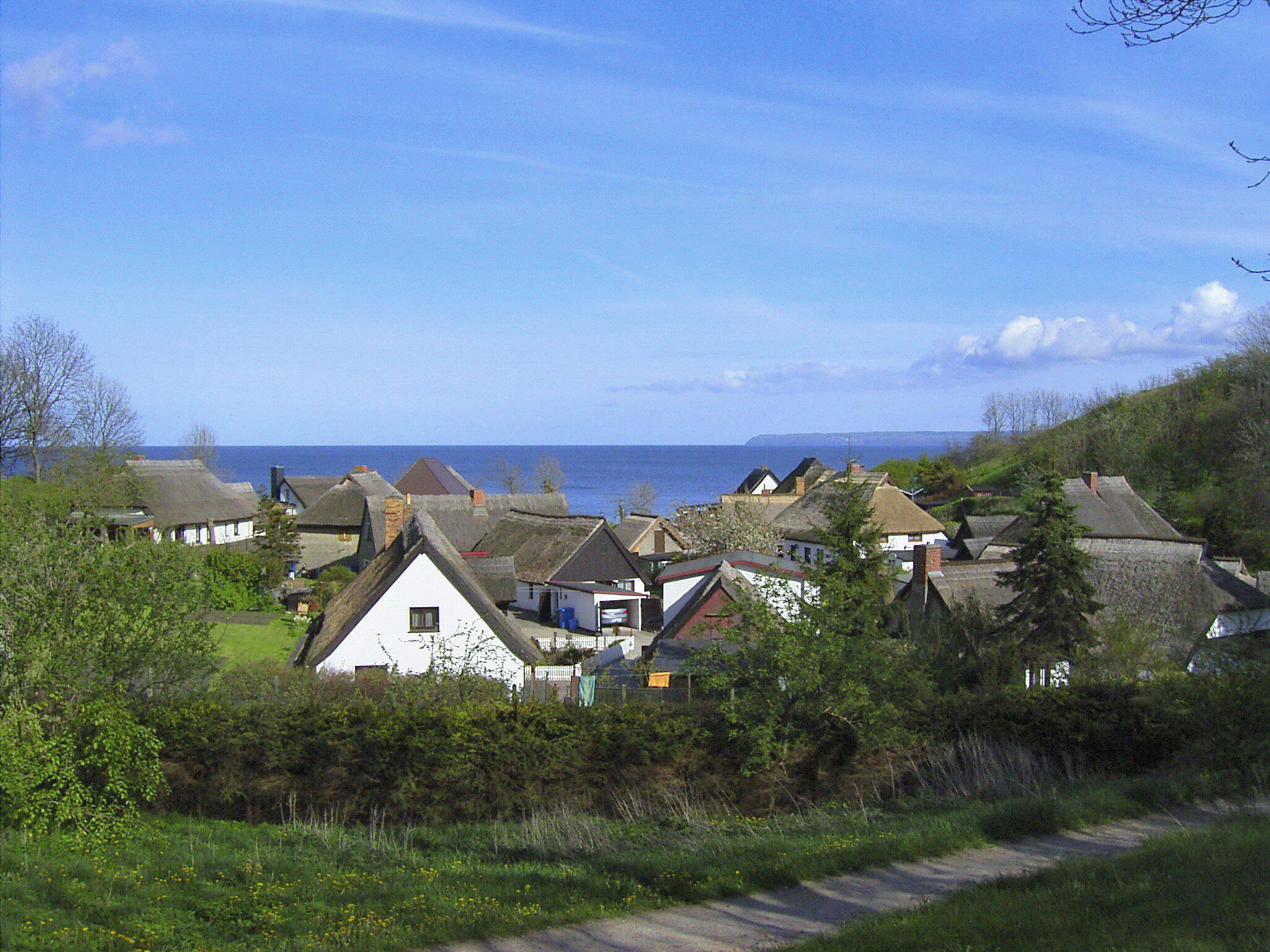
Fischerdorf Vitt

Als Liete werden auf der Insel Rügen, und hier besonders auf der Halbinsel Wittow, keilförmige Einschnitte in die Steilküstenlinie bezeichnet. 
Geologisch gesehen sind es Erosionsrinnen für Oberflächen- und Grundwasser, besonders an den Steilküsten (Kliff) an der Ostseeküste.
Die Einschnitte entstanden an inaktiven Kliffküstenabschnitten durch Regen- und Schmelzwasserbäche und erlauben den Zugang vom Kliff zum Strand. Sie wurden schon vor Jahrhunderten von Fischern zum Transport der Boote, als Anlandungsstellen und als Fischhandelsplätze – „Vitten“ genannt – genutzt. Größere Lieten wurden während der Fischfangsaison oder auch ganzjährig besiedelt. Der angelandete Hering wurde hier eingesalzen, verpackt und verladen. 
Bekanntestes Beispiel hierfür ist die „Große Vitte“ südlich vom Kap Arkona, in der das unter Denkmalschutz stehende, alte Fischerdorf Vitt liegt. Es wurde in slawischer Zeit (7. bis 12. Jahrhundert) als Heringshandelsplatz erwähnt. Mit der Eroberung der slawischen Tempelburg auf Arkona und der Eingliederung Rügens in den Machtbereich Dänemarks im Jahre 1168 gewannen die Vitten – und vor allem die Große Vitte bei Arkona – an Bedeutung, da die rügischen Fürsten im 13. Jahrhundert den Lübecker und Stralsunder Kaufleuten Handelsrechte an Rügens Küsten zusicherten. Erst mit dem Niedergang des Fischhandels im 16. Jahrhundert wurden die kleineren Vitten wüst. Erhalten blieb die Große Vitte.
Auch die Altstadt von Sassnitz liegt in einer großen Liete, die ursprünglich durch den Steinbach entstand. Dieser fließt heute unterirdisch durch die enge Altstadt und hinter der Strandpromenade in die Ostsee.